# 1988年5月逝世人物列表
1988年逝世人物列表：1月 - 2月 - 3月 - 4月 - 5月 - 6月 - 7月 - 8月 - 9月 - 10月 - 11月 - 12月
1988年5月逝世人物列表，是用於匯總1988年5月期間逝世人物的列表。

## 依日期排序

### 1日
- 約瑟夫·安布羅斯（Joseph F. Ambrose），91歲，美國第一次世界大戰老兵
- 克勞德·德米特裡厄斯（Claude Demetrius），71歲，美國詞曲作者（Hard Heads Woman）。
- Ben Lexcen，52歲，澳大利亞遊艇運動員和海洋建築師，設計的翼龍骨贏得了美洲杯，心臟病發作。[1]
- 湯姆·帕帕斯（Tom Pappas），46歲，美國眾議員羅伊·戴森（Roy Dyson）的美國助手，在被指控與戴森同性戀后自殺。[2]
- 保羅·斯托帕，81歲，義大利演員，白血病。[3]
- 顏文樑，94歲，中國畫家。

### 2日
- 約翰·威爾·富特（John Weir Foote），83歲，加拿大軍事牧師和政治家（安大略省立法議會）。[4]
- 帕維爾·卡多奇尼科夫，72歲，蘇聯演員、電影導演和編劇。
- 亨利·皮克（Henry Picker），76歲，德國律師和作家，出版了阿道夫·希特勒（Adolf Hitler）非正式談話的文字記錄（Table Talk）。

### 3日
- 傑克遜·邁爾斯·阿博特（Jackson Miles Abbott），68歲，美國陸軍工兵部隊（U.S. Army Corps of Engineers）美國軍官，環保主義者，癌症。[5]
- 卡尔·埃哈特（Carl Erhardt），91歲，英國國際冰球運動員和奧運會金牌得主。[6]
- 裘莉婭·巴特勒·漢森，80歲，美國政治家，美國眾議院議員。[7]
- 木村武，76歲，日本編劇，喉嚨梗阻。
- 林景明，35歲，新加坡殺人犯，在員警伏擊中喪生。[8]
- Boy Louw，82歲，南非橄欖球聯盟球員（南非西部省）。
- Premendra Mitra，83歲，印度詩人、作家和電影導演。[9]
- 列夫·庞特里亚金，79歲，蘇聯數學家（龐特里亞金對偶性、龐特里亞金同調運算）。[10]
- 亞伯拉罕·塞登伯格，71歲，美國數學家。[11]
- 比爾·斯派德爾，76歲，美國報紙專欄作家（西雅图时报）。[12]
- 保羅·瓦里奧（Paul Vario），73歲，來自盧切斯犯罪家族的美國黑幫，呼吸驟停。[13]

### 4日
- 埃德·巴基，62歲，美國影視演員。
- 斯坦利·威廉·海特（Stanley William Hayter），86歲，英國畫家（Atelier 17工作室），心臟驟停。[14]
- 卡爾·詹森（Carl Jensen），67歲，美國政治家，明尼蘇達州參議院和眾議院議員，癌症。[15]
- 揚·馬祖爾凱維奇，91歲，波蘭陸軍將軍和政治家。
- 奧列格·扎科夫，83歲，蘇聯電影演員。

### 5日
- 比洛·弗洛梅塔，72歲，多明尼加管弦樂團指揮和作曲家，中風。
- D.D. Kashyap，77-78歲，印度電影導演。
- 凱薩琳·杜普雷·倫普金（Katharine DuPre Lumpkin），90歲，美國作家。[16]
- 哈米德·米爾扎（Hamid Mirza），70歲，伊朗前統治王朝的伊朗推定繼承人，伊朗最後一位卡扎爾王儲的兒子。
- 喬治·羅斯，68歲，英國演員和歌手（窈窕淑女、埃德溫·德魯德之謎），被謀殺。[17]
- 邁克爾·沙拉，59歲，美國作家（殺手天使），心臟病發作。[18]
- R. J. Unstead，72歲，英國歷史學家和作家，心力衰竭。[19]

### 6日
- 理查·卡利吉里，56歲，美國政治家，匹茲堡市長，澱粉樣變性。[20]
- 科斯坦蒂諾·尼沃拉，76歲，義大利出生的美國雕塑家，心臟病發作。[21]
- 漢斯·波普爾（Hans Popper），84歲，奧地利出生的美國病理學家和肝病學家，胰腺癌。[22]

### 7日
- Nara Nath Acharya，82歲，尼泊爾潘迪特。

### 8日
- 羅伯特·海萊因（Robert A. Heinlein），80歲，美國科幻小說作家，肺氣腫和心力衰竭。[23]
- Nappy Lamare，82歲，美國爵士班卓琴演奏家、吉他手和歌手。
- 多明戈·奧爾特加，82歲，西班牙鬥牛士。[24]
- 查理斯·波洛克，85歲，美國抽象畫家，藝術家傑克遜·波洛克的兄弟，筆劃。[25]
- Ruby M. Rouss，66歲，美國陸軍女子軍團成員，政治家，糖尿病。

### 9日
- 威利·莫爾，66歲，蘇格蘭國際足球運動員（博尔顿足球俱乐部）。[26]

### 10日
- Ciarán Bourke，53歲，愛爾蘭音樂家（都柏林人）。[27]
- Hugh Laing，76歲，出生於巴巴多斯的美國芭蕾舞演員，癌症。[28]
- Richard B. Ogilvie，65歲，美國律師和執法官員，伊利諾伊州州長，心臟病發作。[29]
- 約翰·斯特林·洛克菲勒，83歲，美國慈善家、環保主義者和業餘鳥類學家。[30]
- 沈从文，85歲，中國作家，心臟病發作。[31]

### 11日
- 伊莎貝拉·戈登（Isabella Gordon），86歲，蘇格蘭海洋生物學家（螃蟹，海蜘蛛）。[32]
- 喬治·戈登·倫諾克斯（George Gordon-Lennox），79歲，二戰英國陸軍上將。[33]
- 漢斯·彼得·凱勒，73歲，德國詩人。
- 威廉·埃米爾·莫爾曼（Wilhelm Emil Mühlmann），83歲，德國民族學家。[34]
- 金·費爾比（Kim Philby），76歲，英國情報官員和間諜（劍橋五人組），心力衰竭。[35]

### 12日
- 保羅·奧斯本，86歲，美國劇作家和編劇（《借來的時間》、《早上七點》）。[36]
- 奇克·帕森斯（Chick Parsons），86歲，美國外交官，二戰老兵。[37]

### 13日
- 切特·贝克，58歲，美國爵士小號手和歌手（It Could Happen to You），從大樓墜落。[38]
- 保羅·根格，74歲，美國演員（Bullitt）。.[39]
- 谢尔盖·戈尔什科夫，78歲，蘇聯海軍上將。[40]
- 弗裡德里希·古根伯格（Friedrich Guggenberger），73歲，德國海軍上將和納粹U型潛艇指揮官。[41]
- Caecilia Loots，84歲，荷蘭抵抗運動成員，因在二戰期間拯救猶太兒童而聞名。[42]
- 尼古拉·馬卡羅夫，73歲，蘇聯槍械設計師（馬卡羅夫手槍）。
- 愛琳·曼頓，84歲，英國植物學家，利茲大學植物學教授。.[43]
- Albertine Winner，81歲，英國醫生和醫療管理人員。
- 麗蓓嘉·懷特（Rebecca Wight），28歲，美國謀殺案受害者。[44]
- 沃特金·威廉姆斯-懷恩爵士，83歲，威爾士士兵和地主。[45]

### 14日
- 利普-比斯特費爾德的阿施溫王子（Prince Aschwin of Lippe-Biesterfeld），73歲，出生於德國的大都會藝術博物館（Metropolitan Museum of Art）策展人。[46]
- 弗雷德·阿特金斯，77-78歲，紐西蘭出生的加拿大職業摔跤手（楓葉摔跤）。[47]
- 威廉·德雷斯，101歲，荷蘭政治家和歷史學家，荷蘭首相。[48]
- 埃內斯托·吉梅內斯·卡巴列羅（Ernesto Giménez Caballero），88歲，西班牙作家、外交官和法西斯主義的先驅。[49]
- 韋恩·賈拉特（Wayne Jarratt），31歲，澳大利亞演員（囚犯），腦瘤。[50]

### 15日
- 安德魯·杜根（Andrew Duggan），64歲，美國演員（《五月的七天》），喉癌。[51]
- 富爾維亞·佛朗哥，56歲，義大利女演員和模特。
- 格蕾塔·尼森（Greta Nissen），82歲，挪威裔美國電影和舞臺女演員，帕金森病。[52]
- 索爾·波爾克，71歲，美國商人，波爾克兄弟聯合創始人。[53]
- 湯瑪斯·斯蒂芬斯（Thomas E. Stephens），84歲，愛爾蘭裔美國政治家。[54]

### 16日
- 凱·巴克斯特（Kay Baxter），42歲，美國健美運動員，車禍。[55]
- Chan Htoon，82歲，緬甸最高法院總檢察長兼助理大法官。
- 查理斯·基賓（Charles Keeping），63歲，英國插畫家（The Highwayman）和兒童讀物作家，腦瘤。[56]
- 朱爾斯·萊文（Jules Levin），66歲，美國政治家。
- 阿納托利·馬斯里昂金，57歲，蘇聯國際足球運動員（蘇聯莫斯科斯巴達克），奧運會金牌得主。[57]
- 彼得·奧爾蒂斯（Peter J. Ortiz），74歲，美國海軍陸戰隊上校，癌症。[58]
- 布魯斯·沃森（Bruce Watson），78歲，蘇格蘭有機化學家和政治家。

### 17日
- 弗蘭克·蓋洛普（Frank Gallop），87歲，美國廣播電視名人。[59]
- 蓋伊·格洛弗，77歲，加拿大製片人（加拿大國家電影局）。

### 18日
- Daws Butler，71歲，美國配音演員（Yogi Bear，Huckleberry Hound，Snagglepuss），心臟病發作。 [60]
- 安東尼·福伍德，72歲，英國演員（圓桌騎士），肝癌和帕金森病。[61]
- 克裡斯托弗·戈爾，43歲，美國編劇和劇作家（我要高飛），愛滋病。[62]
- 丹尼爾·路易斯·詹姆斯，77歲，美國作家（全城聞名），心臟病發作。[63]
- 布蘭登·裡斯-威廉姆斯，60歲，英國政治家，國會議員，肺炎。[64]
- 田中路子，78歲，日本歌手和演員。[65]
- 恩佐·托爾托拉，59歲，義大利電視節目主持人，癌症。

### 19日
- 庫爾特·凱撒·霍夫曼，92歲，納粹德國海軍上將（沙恩霍斯特號戰艦）。[66]
- 勞埃德·沃恩（Lloyd Vaughan），79歲，美國動畫師。[67]

### 20日
- 安娜·阿斯蘭（Ana Aslan），91歲，羅馬尼亞生物學家和醫生。[68]
- 尼克·科溫（Nick Corwin），8歲，美國謀殺案受害者。[69]
- 迪克·雅各斯，70歲，美國音樂家、指揮家、編曲家和管弦樂家。
- Anthony C. Perera，66歲，斯裡蘭卡演員。[70]
- 馬裡昂·羅姆尼，90歲，美國摩門教領袖。[71]
- Victorio Unamuno，78歲，西班牙足球運動員（皇家貝蒂斯）。

### 21日
- 哈裡·巴巴辛（Harry Babasin），67歲，美國爵士貝斯手，肺氣腫。[72]
- 理查·J·達龍科（Richard J. Daronco），56歲，美國律師和法官，被暗殺。[73]
- 老薩米·大衛斯，87歲，美國舞者（Will Mastin Trio），小薩米·大衛斯的父親。[74]
- 約翰·菲茨傑拉德（John D. Fitzgerald），82歲，美國作家（《偉大的大腦》）。[75]
- 布魯諾·弗雷（Bruno Frei），90歲，奧地利政治作家和記者。
- 迪诺·格兰迪，92歲，義大利法西斯政治家，義大利駐英國大使[76]
- Barbara Laage，67歲，法國電影女演員。[77]
- Pino Romualdi，74歲，義大利右翼政治家，癌症。[78]

### 22日
- 喬治·阿爾米蘭特（Giorgio Almirante），73歲，義大利政治家，新法西斯主義意大利社会运动的創始人和領導人，中風。[79]
- Lionel Edirisinghe，75歲，斯裡蘭卡音樂學家，視覺與表演藝術大學校長。[80]

### 23日
- 木藤亞也，25歲，日本日記作家，脊髓小腦性共濟失調。
- David Schoenbrun，73歲，美國廣播記者（CBS），心臟病發作。[81]
- 羅伯托·蘇科，26歲，義大利連環殺手，自殺。[82]
- 托尼·維拉蒙特斯（Tony Viramontes），31歲，美國藝術家，愛滋病患者。

### 24日
- 湯姆·阿代爾（Tom Adair），74歲，美國詞曲作者和作曲家（《Let's Get Away from It All》、《There's No You》）。
- Freddie Frith，79歲，英國大獎賽摩托車公路賽車世界冠軍。
- 杰米·汉密尔顿，87歲，英國賽艇運動員和奧運會獎牌得主，出版商（哈米什·漢密爾頓）。[83]
- 歐內斯特·拉布魯斯（Ernest Labrousse），93歲，法國歷史學家。
- 阿列克謝·洛謝夫，94歲，蘇聯哲學家。[84]
- Leo Schamroth，63歲，南非心臟病專家。[85]

### 25日
- 蒙特·凱，63歲，美國唱片製作人，心力衰竭。[86]
- 露絲·瑪律科姆森，82歲，1924年美國小姐。[87]
- Leon Shimkin，81歲，美國商人（Simon & Schuster）。[88]
- 馬丁·斯拉文（Martin Slavin），66歲，英國電影和電視作曲家（《收到的資訊》（Information Received）、《酷酷的米卡多》（The Cool Mikado）），交通事故。
- 卡爾·奧古斯特·維特福格爾（Karl August Wittfogel），91歲，德裔美國劇作家和歷史學家，肺炎。[89]

### 26日
- 安東尼奧·巴德利諾（Antonio Bardellino），43歲，義大利黑幫老大，卡薩萊西（Casalesi）家族老大，遇刺身亡。
- 胡安·奧羅爾，90歲，西班牙裔墨西哥演員兼導演（《黑幫大戰牛仔》、《桑德拉》、《火地之女》），肝病。[90]

### 27日
- 比爾·布林格，48歲，美國藝術家。
- 約翰·迪吉利奧（John DiGilio），55歲，熱那亞犯罪家族的美國黑幫分子，被謀殺。[91]
- 佛羅里達·弗里巴斯，78歲，美國作家和女演員（《多比·吉利斯的眾多愛》、《鮑勃·紐哈特秀》）。[92]
- Hjördis Petterson，79歲，瑞典女演員。
- 恩斯特·鲁斯卡（Ernst Ruska），81歲，德國物理學家，諾貝爾物理學（电子光学）獎獲得者。[93]

### 28日
- 費利克斯·莫羅（Felix Morrow），81歲，美國共產主義政治活動家和報紙編輯。[94]
- Sy Oliver，77歲，美國爵士小號手，歌手和樂隊領隊。[95]
- 伊芙琳·佩奇，89歲，紐西蘭藝術家。[96]
- 諾曼·斯凱爾霍恩（Norman Skelhorn），78歲，英國大律師，英格蘭和威爾士檢察長。[97]
- 阿爾弗雷多·沃爾皮（Alfredo Volpi），92歲，巴西畫家。[98]

### 29日
- 查拉·多爾蒂（Charla Doherty），41歲，美國女演員（我們的日子）。[99]
- 謝里登·杜弗林（Sheridan Dufferin），49歲，英國藝術贊助人，愛滋病。
- 亨利·約翰森，83歲，挪威國際足球運動員（華拉倫加足球會）。[100]
- 塞勒姆·本·拉登，42歲，沙烏地阿拉伯投資者和商人，奥萨马·本·拉登的同父異母兄弟，飛機失事。
- Vladimír Menšík，59歲，捷克斯洛伐克演員和藝人，哮喘。[101]
- 西亚卡·史蒂文斯，82歲，塞拉利昂政治家、總理和獅子山總統。[102]
- 伊萊恩·布萊克·米田（Elaine Black Yoneda），81歲，美國勞工和民權活動家，共產黨員，心臟病發作。[103]

### 30日
- 艾拉·雷恩斯（Ella Raines），67歲，美國女演員（Phantom Lady、Brute Force），喉癌。[104]

### 31日
- June Buchanan，100歲，美國愛麗絲勞埃德學院創始人。[105]
- Dwarka Prasad Mishra，86歲，印度政治家、作家和記者（中央邦首席部長）。
- 圖爾蓀·烏爾賈巴耶夫，72歲，塔吉克共產黨第一書記。

### 日期不詳
- 羅莎·科拉佐（Rosa Collazo），83-84歲，波多黎各政治活動家（波多黎各民族主義黨），密謀殺害美國總統哈裡·杜魯門。